# Пендалофо
 Тази статия е за селото в дем Месолонги, Гърция.  За селото в дем Пеония, Гърция с гръцко име Пендалофо, вижте Петгъс.  
Пендалофо (на гръцки: Πεντάλοφο, до 1928 г. Подоловица, на гръцки: Ποδολοβίτσα) е село в дем Месолонги, Гърция.

## География
Селото е разположено на 20 м надморска височина разположено върху два малки хълма, на десния бряг на река Ахелой по пътя Етолико - Астакос. Около селото се простира плодородна равнина от около 5000 акра, обрасла с маслинови дървета, цитрусови овощни градини (портокали, лимони) и различни видове овощни дървета. Тази равнина стига до река Ахелой на североизток и изток, намирайки се югозападно и западно от Палеокатуна (днес Лесини), и достигайки до региона на Малка Влахия със Стурнари (Стронгиловуни) и Палеоманина. Най-голямото селище в целия регион на Месолонги.

## История
Няма сведение за средновековната селска история след славянското заселване на Балканите, но със сигурност селото през 1400 година е завладяно от Карло I Токо, а от 1449 г. селото със землището му е османско владение. След създаването на независимо Кралство Гърция, с кралски указ от 27 ноември 1840 г. е признат селищен статут на селото и на съседните му села Каточи, Палеокатуна, Мила (Палиоманина) и Ригани.
С указ от 14 май 1928 г. името на селото е сменено на Пендалофо.